# Bosnië en Herzegovina op het Eurovisiesongfestival 1997
Bosnië en Herzegovina nam deel aan het Eurovisiesongfestival 1997 in Dublin, Ierland. Het was de 5de deelname van het land op het Eurovisiesongfestival. De artiest werd gekozen door een nationale finale. BHRT was verantwoordelijk voor de Bosnische bijdrage voor de editie van 1997.

## Selectieprocedure
De artiest voor deze editie werd via een nationale finale gekozen. Deze finale werd gehouden op 7 maart. Men koos voor Alma Čardžić. Er deden 10 liedjes mee. De winnaar werd gekozen door een vakjury.

## In Dublin
In Ierland moest Bosnië-Herzegovina optreden als 14de, net na Estland en voor Portugal.
Op het einde van de puntentelling bleek dat ze op een gedeelde 18de plaats waren geëindigd met 22 punten.
België nam niet deel in 1997 en Nederland had geen punten over voor deze inzending.

### Gekregen punten

#### Finale
| 12 punten | 10 punten             | 8 punten    | 7 punten      | 6 punten  |
| --------- | --------------------- | ----------- | ------------- | --------- |
|           |                       | - Turkije   |               |           |
| 5 punten  | 4 punten              | 3 punten    | 2 punten      | 1 punt    |
|           | - Oostenrijk - Zweden | - Duitsland | - Zwitserland | - Kroatië |

### Punten gegeven door Bosnië-Herzegovina

#### Finale
Punten gegeven in de finale:
| 12 punten | Turkije             |
| 10 punten | Verenigd Koninkrijk |
| 8 punten  | Ierland             |
| 7 punten  | Slovenië            |
| 6 punten  | Italië              |
| 5 punten  | Malta               |
| 4 punten  | Polen               |
| 3 punten  | Frankrijk           |
| 2 punten  | Kroatië             |
| 1 punt    | Estland             |